# Eurytoma gracilior
Eurytoma gracilior är en stekelart som beskrevs av Dalla Torre 1898. Eurytoma gracilior ingår i släktet Eurytoma och familjen kragglanssteklar. Inga underarter finns listade i Catalogue of Life.